# Неферкара III Неби

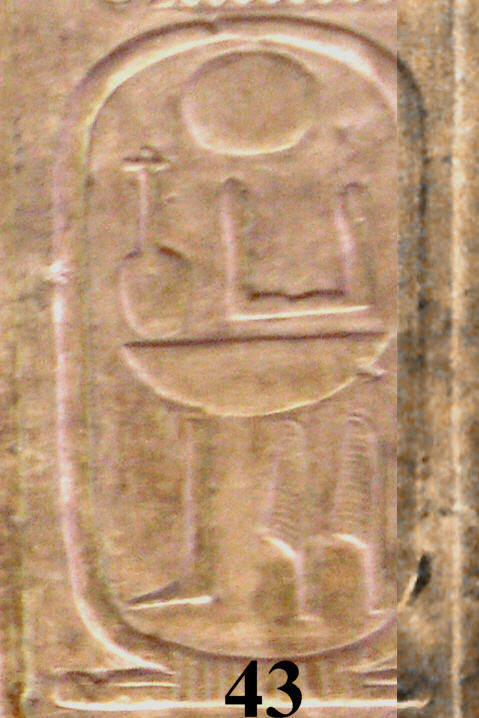
Неферкара III Неби

Неферкара III Неби — фараон Древнего Египта из VIII династии, правивший в XXII веке до н. э.
Фараон известен из Абидосского списка. Его имя сохранилось в надписи на саркофаге царицы Анхесенпиопи и в надписи у входа в пирамиду царицы Ипут. Его гробница не найдена, но стела его матери указывает, что он начинал сооружение пирамиды. Вероятно, он был сыном фараона Пиопи II. Вряд ли его правление превышало несколько лет.

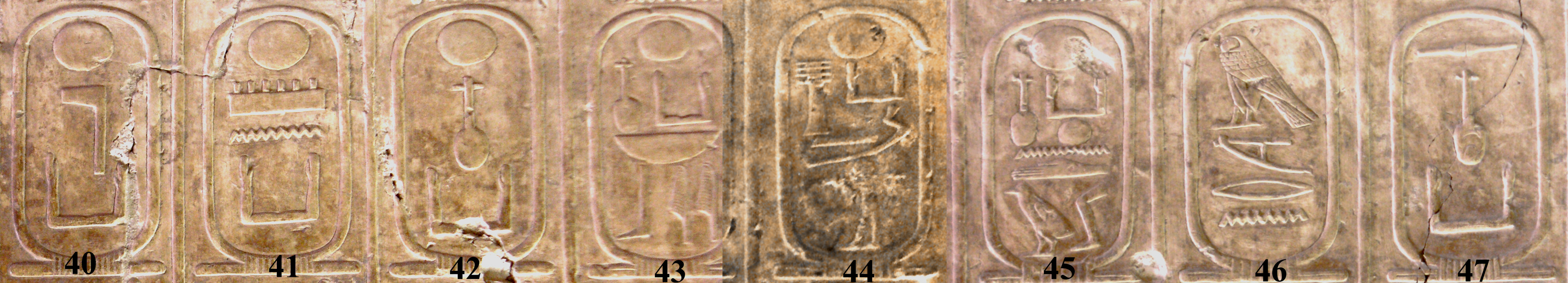
Абидосский список (фрагмент). Неферкара Хенду записан под № 43